# Susan Ivanova

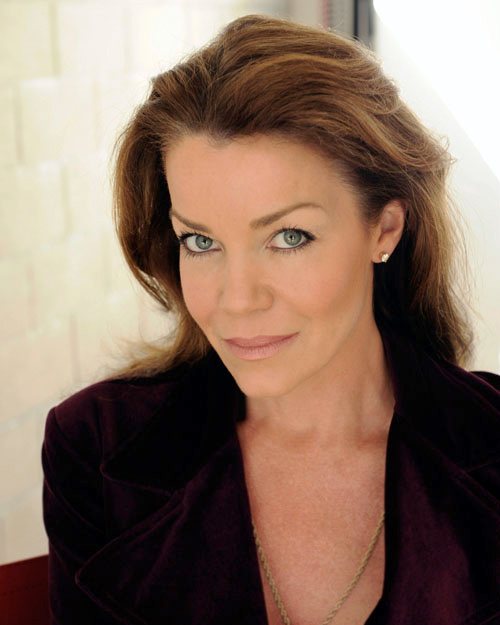
La actriz Claudia Christian, interpretando a la comandante Susan Ivanova.

Susan Ivanova es un personaje de ficción de la franquicia de ciencia ficción Babylon 5 o Babilonia 5. Es interpretado por Claudia Christian. Ella es la sustituta de los comandantes de la estación Babylon 5.

## Biografía
Ivanova nació en Rusia, una región autónoma de la Alianza Terrestre, en el seno de una familia judía practicante, teniendo una excelente relación con su padre, madre y hermano, Gayna. Su madre era telépata (la misma Susan era una telépata latente) y se vio forzada a consumir la droga prescrita por el cuerpo psíquico, para mantener a raya sus poderes telepáticos. Esta droga le provocó una severa depresión y un intento de suicidio por lo que Ivanova odia profundamente al cuerpo psíquico.
Tras la muerte de su madre se enfrió la relación con su padre, y posteriormente, su hermano muere en batalla durante la Guerra Minbari. Ivanova ingresa en la Milicia. En el piloto de la serie, Ivanova tiene el grado de teniente, siendo capitán en la primera temporada. En la segunda temporada, el comandante John Sheridan, que sustituyó a Jeffrey Sinclair y a quien ya conoció antes, la asciende a mayor, grado que ostenta durante la segunda, tercera y cuarta temporada. Al final de la cuarta temporada, como último acto antes de retirarse, Sheridan la asciende a comandante.
Más tarde ella es ascendida a general y, cuando Sheridan desaparece en el 2281, Delenn la convierte en la líder de los Rangers en su lugar.

## Religión
Ivanova es judía, aunque no practicante. Al morir su padre realiza un ritual judío, y convence a su tío –un devoto judío ortodoxo- de comer pescado centauri porque dicho alimento, aunque no es Kosher, no está incluido en la Torá.
Su culto por el judaísmo sería una contradicción misma con lo que profesa la religión, que en su libro sagrado, la Torah, hace conforme que el único planeta donde existe vida es el planeta Tierra.

## Relaciones y presuntolesbianismo
Se asume entre muchos fanes que Ivanova sostuvo una relación lésbica con la telépata Talía Winters, si bien el propio creador de la serie, J. Michael Straczynski declaró que esto era verdad, pero nunca se mostró un beso por motivos puramente tácticos. En todo caso, durante la ceremonia de renacimiento minbari en que todos los miembros del alto mando confesaban algún secreto a Delenn, Ivanova confesó que amó a Talía Winters. En todo caso su relación con Talía terminó abruptamente cuando una personalidad telepáticamente inducida emergió tomando el control como parte de una conspiración del cuerpo psíquico.
Su segunda relación importante fue con el ranger Marcus Cole, con quien mantuvo una tensa relación amor-odio que finalizó cuando; durante la batalla final de la Guerra Civil Terrestre, Ivanova resulta terriblemente herida y al borde la muerte. Marcus utiliza un dispositivo extraterrestre para curarla a costa de su propia vida. Su muerte la lleva a dehjar Babylon 5 para poder olvidarse durante un tiempo sobre lo ocurrido. En el cuento de ciencia ficción “Espacio, tiempo y el romántico incurable” se narra como, en el distante futuro, la tecnología extraterrestre usada para salvarle la vida a Ivanova es descifrada, lo que permite revivir a Marcus que se encontraba en hibernación criogénica.
En todo caso, en el último capítulo de la serie Ivanova aparece como una malhumorada general anciana cuyas oficinas se encuentran en la Tierra.